# 荷蘭隧道

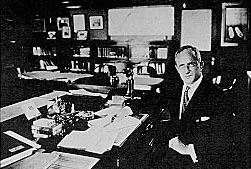
克里夫·密爾本·荷蘭，1919

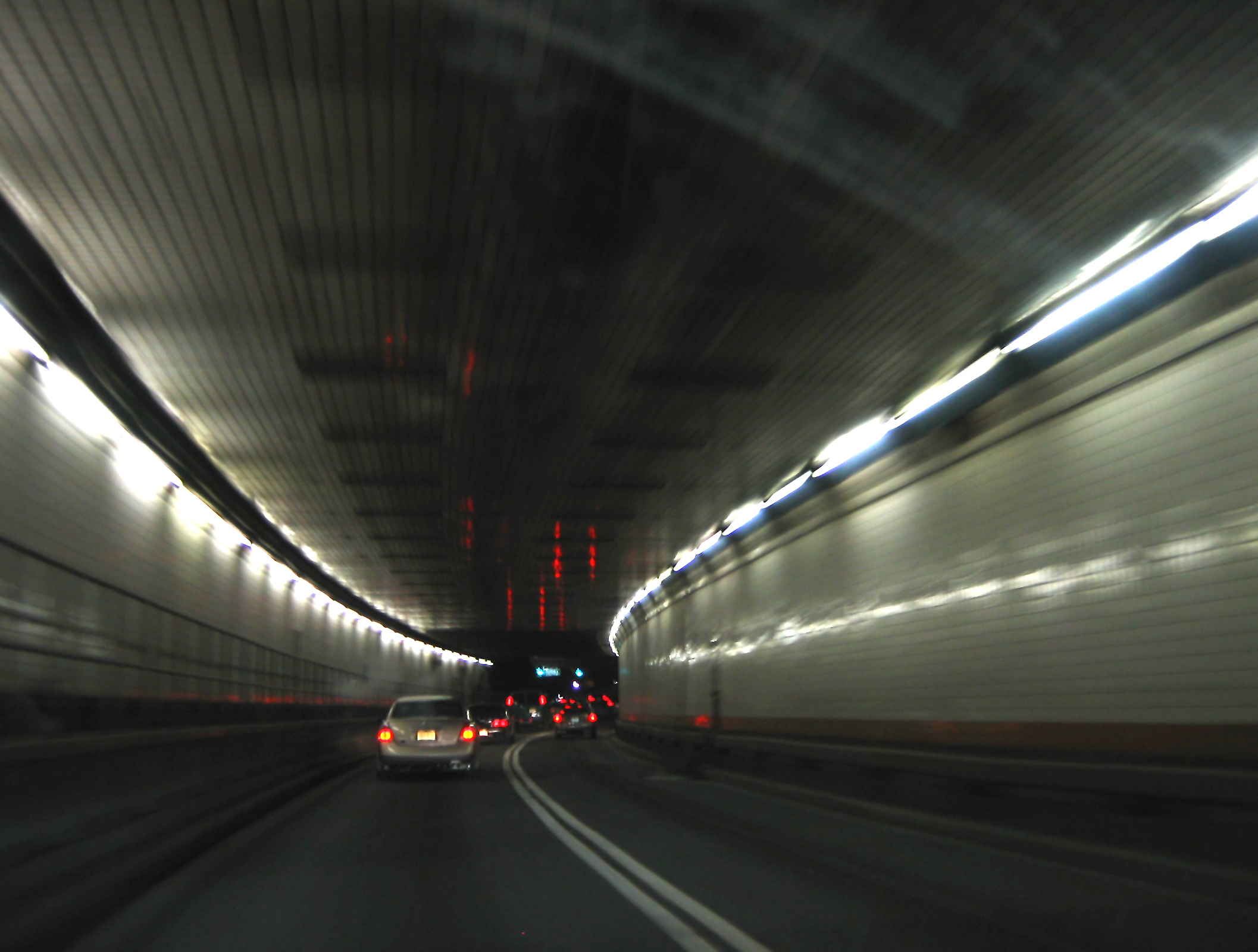
自曼哈頓前往紐澤西經過荷蘭隧道。

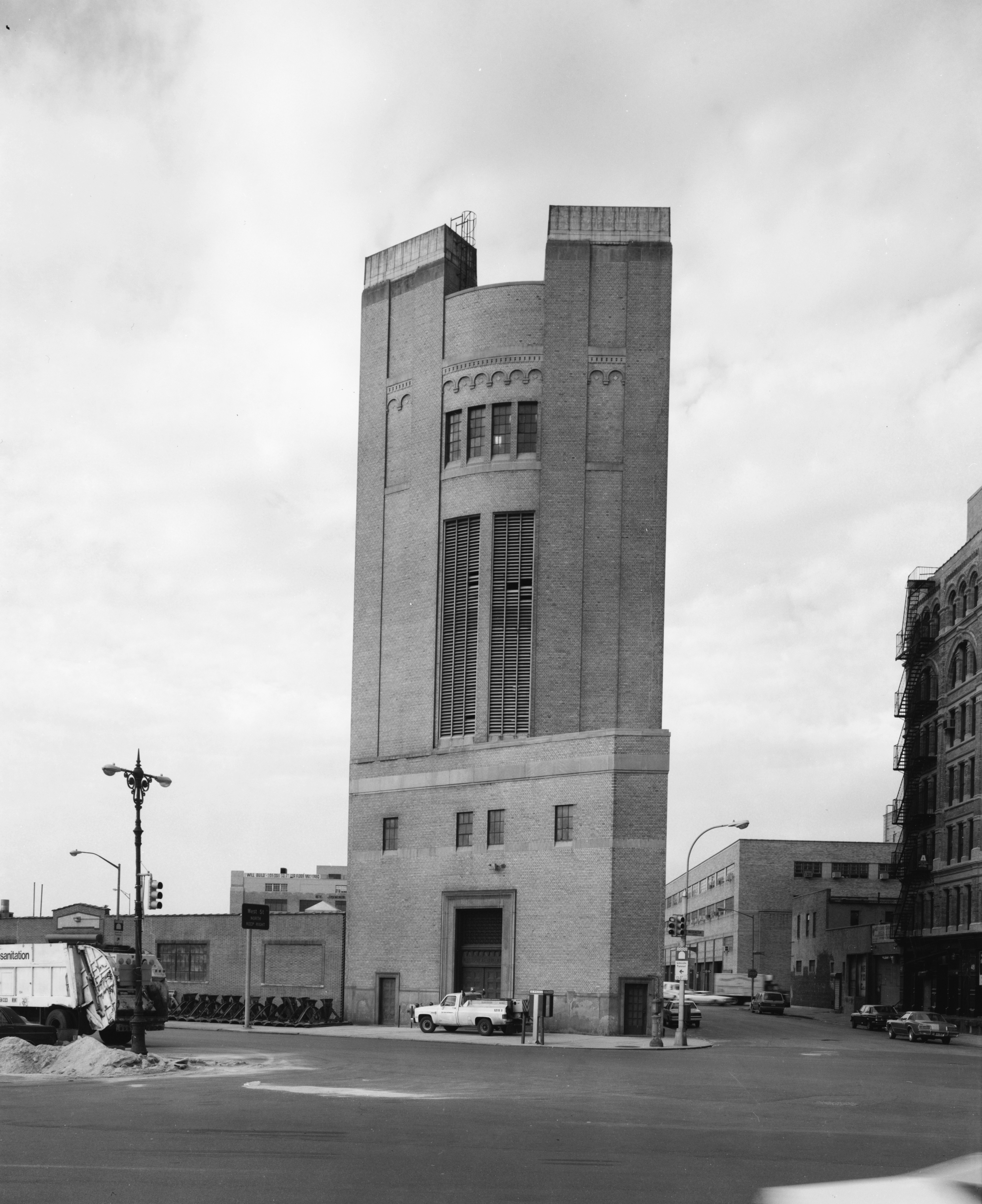
在紐約市的隧道換氣南塔。

荷蘭隧道是一條位於美國紐約州紐約市的隧道，穿越哈德遜河下連接紐約市的曼哈頓與紐澤西州的澤西市，並載有78號州際高速公路。此隧道是紐約市仅有的兩條穿越哈德遜河下的隧道，另一條隧道為林肯隧道。荷蘭隧道最初的名稱是哈德遜河車行隧道（Hudson River Vehicular Tunnel）或是運河街隧道（Canal Street Tunnel）。在1920年開工並在1927年完工通車，其名稱是以在完工前已去世的隧道設計者克里夫·密爾本·荷蘭（Clifford Milburn Holland）命名以茲紀念。荷蘭隧道是最初幾個開始使用通氣塔設計的隧道，這些通氣塔以直徑24（80英尺）的風扇與通風道為隧道內的車輛提供新鮮空氣，這項設計是為了應對大量增長的汽車使用量所導致的大量廢氣，使得隧道內的廢氣得以排出。
荷蘭隧道的設計為一對管狀的隧道組成，兩管各自提供兩線20英尺寬的單向車行道。北管的長度為2,608（8,556英尺）比南管的2,551（8,369英尺）稍微長一點。兩管都是沉沒於哈德遜河的河床之上，隧道的最低點大約位於河面28（92英尺）之下。在紐澤西邊建有九線道的收費站，電子收費系統為E-ZPass。根據紐約與新澤西港務局的統計資料顯示，2002年總共有15,764,000輛車通過隧道，2004年有33,926,000輛車，2005年有33,964,000輛車通過。在1993年時荷蘭隧道入列國家歷史地標登記（National Register of Historic Places）內（建物編號#93001619）。